# Marco Marchionni
Marco Marchionni (* 22. Juli 1980 in Monterotondo, Italien) ist ein ehemaliger italienischer Fußballspieler. Er war ein Mittelfeldspieler, der bevorzugt auf der rechten Seite eingesetzt wurde.

## Karriere

### Im Verein
Marco Marchionni begann das Fußballspielen im Verein seiner Heimatstadt, dem AC Monterotondo. Seine Profikarriere startete er 1998 beim FC Empoli, im Jahre 2001 wechselte er zur AC Parma (ab 2004 FC Parma). In den folgenden zwei Spielzeiten kam Marchionni nur zu wenigen Einsätzen und wurde deshalb in der Saison 2002/03 für ein halbes Jahr an Piacenza Calcio ausgeliehen, wo er überzeugende Leistungen zeigte.
Nach seiner Rückkehr zur AC Parma zur Spielzeit 2003/04 spielte er unter Trainer Cesare Prandelli, der vor allem wegen der finanziellen Misere des Klubs auf junge Spieler setzen musste, eine wichtige Rolle in der ersten Mannschaft.
Es folgten zwei weitere Spielzeiten mit guten Leistungen in Parma, bevor Marco Marchionni sich im Frühjahr 2006, da sein Vertrag zum Saisonende auslief, für einen ablösefreien Wechsel zu Juventus Turin entschied. Auch die spätere Zwangsversetzung seines neuen Klubs in die Serie B auf Grund des Manipulationsskandals änderte an seiner Entscheidung nichts. Bei Juve kam er in seiner ersten Spielzeit zwar regelmäßig zum Einsatz, konnte sich aber keinen Stammplatz auf der rechten Seite erkämpfen, da er mit Mauro Camoranesi ausgesprochen starke Konkurrenz auf dieser Position hatte. Nach Juventus Rückkehr in die Serie A verletzte er sich zu Beginn der Saison 2007/08 schwer und musste mehrere Monate pausieren. In der Spielzeit 2008/09 stand Marco Marchionni wegen häufiger Verletzungen Camoranesis oft in Claudio Ranieris Juve-Startformation und zeigte starke Leistungen auf der Rechtsaußen-Position.
Im Juli 2009 wechselte Marco Marchionni für 4,5 Millionen Euro zur AC Florenz.

### In der Nationalmannschaft
Nach insgesamt 18 U-21-Länderspielen zwischen 2000 und 2002 für Italien debütierte Marchionni am 12. November 2003 unter Giovanni Trapattoni in der A-Nationalmannschaft und bestritt insgesamt sechs Partien für die Squadra Azzurra.

## Titel und Erfolge
- Coppa Italia: 2001/02 (mit der AC Parma)
- Italienische Serie-B-Meisterschaft: 2006/07 (mit Juventus Turin)